# Alan Paton
Pour les articles homonymes, voir Paton.
Alan Stewart Paton, né le 11 janvier 1903 et mort le 12 avril 1988, est un écrivain et un homme politique sud-africain, fondateur du parti libéral.

## Biographie
Il est né dans la province du Natal, aujourd'hui appelée KwaZulu-Natal. Sa famille descendait des colons anglais en Afrique du Sud. Ses parents appartenaient à la communauté religieuse protestante des christadelphians. Alan Paton obtint à l'université du Natal une licence de sciences ainsi qu'un diplôme d'enseignement.
Il devint enseignant en lycée, puis, de 1935 à 1948, proviseur d'un centre de rééducation pour mineurs délinquants.
Il y introduisit des réformes progressistes en assouplissant les conditions de vie et en proposant toutes sortes de permissions en cas de bonne conduite : dortoirs plus ouverts, autorisation de travail hors du centre. Il autorisa aussi l'hébergement dans des familles d'accueil avec contrôle par l'institution.
Alan Paton voulut s'engager lors de la Seconde Guerre mondiale mais fut réformé. Il décida alors de voyager, à ses propres frais, pour découvrir les systèmes éducatifs étrangers et tout particulièrement leurs centres de rééducation. Il visita ainsi une partie de l'Europe et les États-Unis. Lors de son passage en Norvège, il commença à écrire son premier roman, Pleure, ô pays bien-aimé. Il en finit l'écriture fin 1946 à San Francisco, où il rencontra également son éditeur.
Rentré au pays en 1947, il fonda en 1953 le parti libéral sud-africain qui militait pacifiquement contre l‘apartheid fraîchement instauré. Il en resta président jusqu'à sa dissolution en 1968, la loi interdisant alors les partis multiraciaux.
Il prit sa retraite à Botha's Hill, dans sa province natale, où il est décédé le 12 avril 1988.

## Œuvres
- Cry, The Beloved Country, 1948 Publié en français sous le titre Pleure, ô pays bien-aimé,  traduit par Denise Van Moppès , Paris, Albin Michel, 1950 (BNF 32511133) ; réédition, Paris, LGF, coll. « Le Livre de poche » no 216-217, 1957 (BNF 32511135) ; réédition, Paris, LGF, coll. « Le Livre de poche » no 216, 1983  (ISBN 2-253-00304-2)
- Lost in the Stars 1950
- Too Late the Phalarope, 1953 Publié en français sous le titre Quand l'oiseau disparut,  traduit par Denise Van Moppès , Paris, Albin Michel, 1954 (BNF 32511139) ; réédition, Paris, LGF, coll. « Le Livre de poche » no 2828, 1970 (BNF 35218879)
- The Land and People of South Africa, 1955
- South Africa in Transition, 1956
- Debbie Go Home, 1960 Publié en français sous le titre Le Bal des débutantes,  traduit par Denise Van Moppès , Paris, Albin Michel, 1963 (BNF 33130114)
- Tales from a Troubled Land, 1961
- Hofmeyr, 1964
- South African Tragedy, 1965
- Spono, 1965
- The Long View, 1967
- Instrument of Thy Peace, 1968
- Kontakio For You Departed, 1969
- Case History of a Pinky, 1972
- Apartheid and the Archbishop: the Life and Times of Geoffrey Clayton, Archbishop of Cape Town, 1973
- Knocking on the Door, 1975
- Towards the Mountain, 1980
- Ah, but Your Land is Beautiful, 1981
- Journey Continued: An Autobiography, 1988
- Save the Beloved Country, 1989